# Sehnsucht (Rammstein)
Sehnsucht is het tweede album van de Duitse Tanzmetall-band Rammstein, na Herzeleid en vóór Live aus Berlin. Het was de doorbraak van Rammstein bij het grote publiek en bevatte onder andere de megahit Du hast. De titel Sehnsucht, een Duits woord zonder directe Nederlandse vertaling, betekent vurig verlangen of heimwee. Critici beweren dat het Rammstein's meest seksueel georiënteerde album is. Helemaal onterecht is het niet want bijvoorbeeld "Tier" is een lied geïnspireerd op incestueuze acties.
Het album bereikte de 45ste positie in de Billboard 200.
Op latere versies van het album, die vanaf 1998 zijn uitgebracht, komt ook een cover van het nummer "Stripped" voor, oorspronkelijk werd dit nummer geschreven en gecomponeerd door de Britse band Depeche Mode.

## Composities
| 1.                           | Sehnsucht                      | 4:04 |
| 2.                           | Engel                          | 4:24 |
| 3.                           | Tier                           | 3:46 |
| 4.                           | Bestrafe Mich                  | 3:36 |
| 5.                           | Du hast                        | 3:54 |
| 6.                           | Bück Dich                      | 3:21 |
| 7.                           | Spiel Mit Mir                  | 4:45 |
| 8.                           | Klavier                        | 4:22 |
| 9.                           | Alter Mann                     | 4:22 |
| 10.                          | Eifersucht                     | 3:35 |
| 11.                          | Küss Mich (Fellfrosch)         | 3:30 |
| 12.                          | Stripped (Depeche Mode cover)٭ | 4:45 |
| Totale duur: 51:58 / 56:43٭٭ |                                |      |

٭ = niet beschikbaar op alle versies van het album

٭٭ = versie met bonustracks